# Даглас Коста
Даглас Коста де Соуза (Сапукаја до Сул, 14. септембар 1990) бразилски је професионални фудбалер који игра на позицији крилног нападача за Лос Анђелес галакси.

## Клупска каријера
Коста је започео своју каријеру са Гремиом, пре него што је прешао у Шахтар Доњецк у јануару 2010. године уз накнаду од 6 милиона евра. Освојио је бројне трофеје са Шахтаром, укључујући и троструки у сезони 2010-11 (Премијер Лига, Куп Украјине и Суперкуп). Године 2015. прешао је у Бајерн Минхен за 30 милиона евра, где је освојио две узастопне титуле. Био је позајмљен Јувентусу 2017. и освојио прву домаћу двојку са клубом у првој сезони. Јувентус је 7. јуна 2018. званично купио Косту.

## Репрезентативна каријера
У новембру 2014, Коста је први пут позван у бразилску репрезентацију од стране тренера Дунге, дебитовао је против Турске у Истанбулу.
У мају 2015, Коста је био укључен у Бразилски тим од 23 играча за Копу Америку. У мечу отварања екипе, он је дошао као замена за Дијега Тарделија и постигао победнички гол против Перуа, његов први за репрезентацију. У четвртфиналу против Парагваја у Консепсиону, заменио је бившег саиграча из Шахтара, Вилиана за последњих 30 минута, а онда промашио у извођењу пенала који је елиминисао Бразил. 17. новембра, Коста је постигао свој други гол за Бразил у победи од 3-0 против Перуа за квалификације за Светско првенство 2018.
Коста је првобитно био укључен у Бразилски тим за Копу Америку, али је био присиљен да се повуче из екипе крајем маја 2016. након што је задобио тешку повреду; заменио га је Кака.
Дана 14. јуна 2016. године, тадашњи технички директор Гилмар Риналди за бразилску фудбалску конфедерацију, изјавио је да ће Бајерн дозволити Кости да игра на Летњим олимпијским играма 2016.
У мају 2018. године добио је име у Титеовој последњој екипи од 23 играча за Светско првенство у Русији 2018.

## Статистика каријере

### Репрезентативна
| Бразил | Бразил | Бразил |
| Год.   | Ута.   | Гол.   |
| ------ | ------ | ------ |
| 2014   | 2      | 0      |
| 2015   | 13     | 2      |
| 2016   | 4      | 1      |
| 2017   | 3      | 0      |
| 2018   | 9      | 0      |
| Укупно | 31     | 3      |

### Голови за репрезентацију
|    | Датум              | Стадион                                      | Противник | Гол | Резултат | Такмичење                                          |
| -- | ------------------ | -------------------------------------------- | --------- | --- | -------- | -------------------------------------------------- |
| 1. | 14. јун 2015.      | Естадио Мунисипал Герман Бекер, Темуко, Чиле | Перу      | 2–1 | 2–1      | Копа Америка 2015.                                 |
| 2. | 17. новембар 2015. | Итајпава Арена Фонте Нова, Салвадор, Бразил  | Перу      | 1–0 | 3–0      | Квалификације за Светско првенство у фудбалу 2018. |
| 3. | 26. март 2016.     | Итајпава Арена Пернамбуко, Ресифе, Бразил    | Уругвај   | 1–0 | 2–2      | Квалификације за Светско првенство у фудбалу 2018. |

## Трофеји

### Шахтјор Доњецк
- Првенство Украјине (5) : 2009/10, 2010/11, 2011/12, 2012/13, 2013/14.
- Куп Украјине (3) : 2010/11, 2011/12, 2012/13.
- Суперкуп Украјине (3) : 2010, 2012, 2013.

### Бајерн Минхен
- Првенство Немачке (3) : 2015/16, 2016/17, 2020/21.
- Куп Немачке (1) : 2015/16.
- Светско клупско првенство (1) : 2020.

### Јувентус
- Првенство Италије (3) : 2017/18, 2018/19, 2019/20.
- Куп Италије (1) : 2017/18.
- Суперкуп Италије (1) : 2018.